# Banque solidaire de l'équipement
 (décembre 2022).
La Banque Solidaire de l’Équipement (BSE) est une association caritative, qui collecte les produits invendus des entreprises et permet ainsi à des personnes en grande précarité de se procurer le nécessaire pour équiper leur appartement.

## Historique
Associée à la Mairie de Paris et au Groupe Carrefour, Emmaüs Défi a impulsé la création de la BSE pour lutter contre la précarité et pour que l’emménagement dans un logement ne devienne pas une frustration mais un nouveau départ serein[réf. souhaitée].
La Banque Solidaire de l’Equipement naît alors en 2012, sur le site d’Emmaüs Défi, à Paris Riquet, dans le 19e arrondissement. Cette création a également permis à Emmaüs Défi de créer des emplois en tant que chantier d'insertion.
La BSE croît rapidement : en 2015, 1 000 ménages ont été aidés; en 2021, 9 ans après la création de la BSE, ce sont 7 350 ménages, soit 17 250 personnes touchées.Plus de 22 000 ménages ont bénéficié du dispositif depuis sa création.
L'association est présente à l'échelle nationale avec 5 antennes en France : Paris (2012), Lyon (2016), Aubervilliers (2018), Lille (2020) et Toulouse (2021).

## Fonctionnement
Sur le modèle des banques alimentaires, la BSE existe grâce aux dons des entreprises partenaires. Ces dernières donnent des produits de fin de série, des invendus ou encore des retours clients (mobilier, literie, nécessaire de cuisine, de salle de bain, linge de maison etc.). Cela leur permet d’éviter des coûts de stockage et de destruction et est en parfaite adéquation avec la loi AGEC[réf. souhaitée]. Les dons sont alors réceptionnés ou collectés par les salariés en insertion d’Emmaüs Défi.
Sur chaque site où est implantée la BSE se trouve un appartement témoin qui est en fait la boutique qui accueille les bénéficiaires. L’appartement est équipé et décoré de tout ce qui est nécessaire au quotidien. Tout ce qui se trouve dans l’appartement peut être acheté par les bénéficiaires. Les bénéficiaires y sont donc accueillis et conseillés pour faire leurs achats. Les produits neufs sont à moindre prix, souvent 4 ou 5 fois moins cher que le prix du marché.
La commande est ensuite préparée et livrée par les salariés en insertion[réf. souhaitée].